# 가사토리산

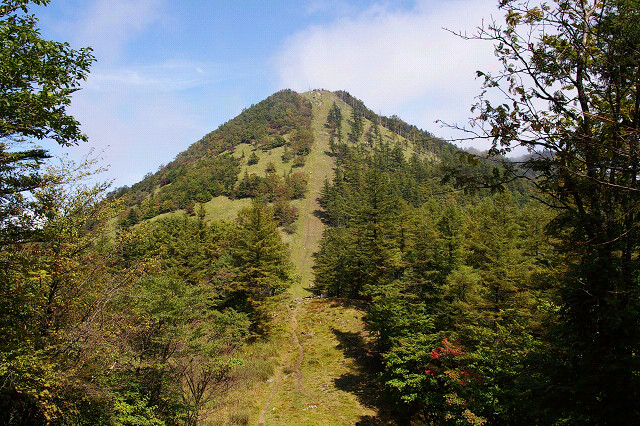
가사토리 산

가사토리산(笠取山)은 일본 사이타마현 지치부시와 야마나시현 고슈시 사이에 있는 높이 1천953m의 산이다.

## 개요
산꼭대기의 남쪽에는 다마강의 발원지가 있다.